# Royaume d'Iméréthie
1455–1810
Entités précédentes :
- Royaume de Géorgie

Entités suivantes :
- Empire russe (Oblast d'Iméréthie)
- Principauté de Mingrélie
- Principauté de Gourie
- Principauté de Svanétie
- Principauté d'Abkhazie

Le Royaume d'Iméréthie (en géorgien : იმერეთის სამეფო) est un État géorgien établi en 1455 par un membre de la dynastie Bagration, lorsque le royaume de Géorgie fut dissous en royaumes rivaux.
En 1804, le royaume accepte la protection de l'Empire russe, dont il devient vassal avant d'être annexé en 1810 en tant qu'oblast d'Iméréthie.